# Matter of Time
Matter of Time è il quarto album della cantante italiana Spagna, inciso per l'etichetta Epic e pubblicato nel 1993.

## Tracce
1. If I Listened to My Heart
2. Why Me
3. You'll Be Mine
4. Don't Go Away Tonight
5. Why Are You Leaving Me
6. If You Really Love Me
7. I Always Dream About You
8. Matter of Time
9. You & I
10. I'll Walk Away
11. I'll Keep Loving You